# 사홍서원
사홍서원(四弘誓願)은 대승불교에서 보살의 네 가지 큰 서원을 말한다. 한국의 불교 행사에서는 삼귀의 노래를 불러 시작하고, 사홍서원 노래를 부르며 마친다.

## 내용
중생무변서원도(衆生無邊誓願度)

번뇌무진서원단(煩惱無盡誓願斷)

법문무량서원학(法門無量誓願學)

불도무상서원성(佛道無上誓願成)